# Janet Kagan
Janet Kagan geborene Janet Megson (* 18. April 1946 in New Jersey; † 29. Februar 2008) war eine US-amerikanische Science-Fiction- und Fantasy-Schriftstellerin. Neben zwei Science-Fiction-Romanen veröffentlichte sie zwei Storysammlungen. Darüber hinaus schrieb sie fast ausschließlich Kurzgeschichten aus den Genres Science-Fiction und Fantasy. Viele erschienen in Analog Science Fiction and Fact und Asimov’s Science Fiction. Ihre Story The Nutcracker Coup war für den Hugo und Nebula nominiert.

## Auszeichnungen
- 1990 – Asimov’s Reader Poll für The Loch Moose Monster als bester Kurzroman
- 1991 – Asimov’s Reader Poll für Getting the Bugs Out als bester Kurzroman
- 1993 – Asimov’s Reader Poll für The Nutcracker Coup als bester Kurzroman
- 1993 – Hugo Award für The Nutcracker Coup als beste Erzählung

## Werke

### Romane
- Uhuras Lied, ISBN 3-453-03472-4, 1989, Uhura's Song (1985)
- Hellspark, 1988

### Storysammlungen
- Mirabile, 1991
- The Collected Kagan, 2016

### Kurzgeschichten
- Faith-of-the-Month Club, 1982
- Junkmail, 1988
- The Nolacon Visitation, 1988 (mit Patrick H. Adkins und anderen)
- Naked Wish-Fulfillment, 1989
- What a Wizard Does, 1990
- From the Dead Letter File, 1990
- Winging It, 1991
- Fighting Words, 1992
- Love Our Lockwood, 1992
- Out on Front Street, 1992
- The Last of a Vintage Year, 1992
- The Nutcracker Coup, 1992
- Christmas Wingding, 1993
- No Known Cure, 1993
- She Was Blonde, She Was Dead—and Only Jimmilich Opstromommo Could Find Out Why!!!, 1993
- Face Time, 1994
- Space Cadet, 1994
- Fermat's Best Theorem, 1995
- Standing in the Spirit, 1997
- The Stubbornest Broad on Earth, 1998
- How First Woman Stole Language from Tuli-Tuli the Beast, 2005

#### Mirabile Reihe
- The Loch Moose Monster, 1989
- The Return of the Kangaroo Rex, 1989
- The Flowering Inferno, 1990
- Getting the Bugs Out, 1990
- Raising Cane, 1991
- Frankenswine, 1991